# 阿比丁清真寺
5°20′04″N 103°08′16″E / 5.334552°N 103.137875°E
阿比丁清真寺（馬來語：、阿拉伯语：‎）又稱大清真寺、白色清真寺，是一座位於馬來西亞登嘉樓首府瓜拉登嘉樓的清真寺，是登嘉樓的舊王家清真寺。
始建於1793年，1808年落成，起初是木構建築。1852年改為磚結構。1901年及1972年曾先後修葺。擴建後可容納2,500人聚禮。